# Frank Watkins
Frank Watkins (ur. 19 lutego 1968, zm. 18 października 2015) – amerykański muzyk, kompozytor i instrumentalista, basista, znany z występów w grupach muzycznych Sacrosanct, Bad Rep, Hell Witch oraz Obituary. W latach 2007–2015 współpracował z zespołem Gorgoroth. Zmarł w 2015 z powodu choroby nowotworowej. 

## Dyskografia
Obituary
- Cause of Death (1990)
- The End Complete (1992)
- World Demise (1994)
- Back from the Dead (1997)
- Frozen in Time (2006)
- Xecutioner’s Return (2007)
- Darkest Day (2009)

Gorgoroth
- Quantos Possunt ad Satanitatem Trahunt (2009)
- Instinctus Bestialis (2015)